# Allendorf (Turingia)
Allendorf è un comune di 325 abitanti della Turingia, in Germania.
Appartiene al circondario di Saalfeld-Rudolstadt ed è amministrato sussidiariamente dalla città di Königsee.